# Pyuridae
Pyuridae zijn een familie van zakpijpen uit de orde van de Stolidobranchia

## Geslachten
- Bathypera Michaelsen, 1904
- Bathypyura Monniot C. & Monniot F., 1973
- Boltenia Savigny, 1816
- Bolteniopsis Harant, 1927
- Claudenus Kott, 1998
- Cratostigma Monniot C. & Monniot F., 1961
- Ctenyura Van Name, 1918
- Culeolus Herdman, 1881
- Halocynthia Verrill, 1879
- Hartmeyeria Ritter, 1913
- Hemistyela Millar, 1955
- Herdmania Lahille, 1888
- Heterostigma Ärnbäck-Christie-Linde, 1924
- Microcosmus Heller, 1877
- Paraculeolus Vinogradova, 1970
- Pyura Molina, 1782

### Synoniemen
- Pyurella Monniot C. & Monniot F., 1973 → Microcosmus Heller, 1877